# Mirour de l'Omme

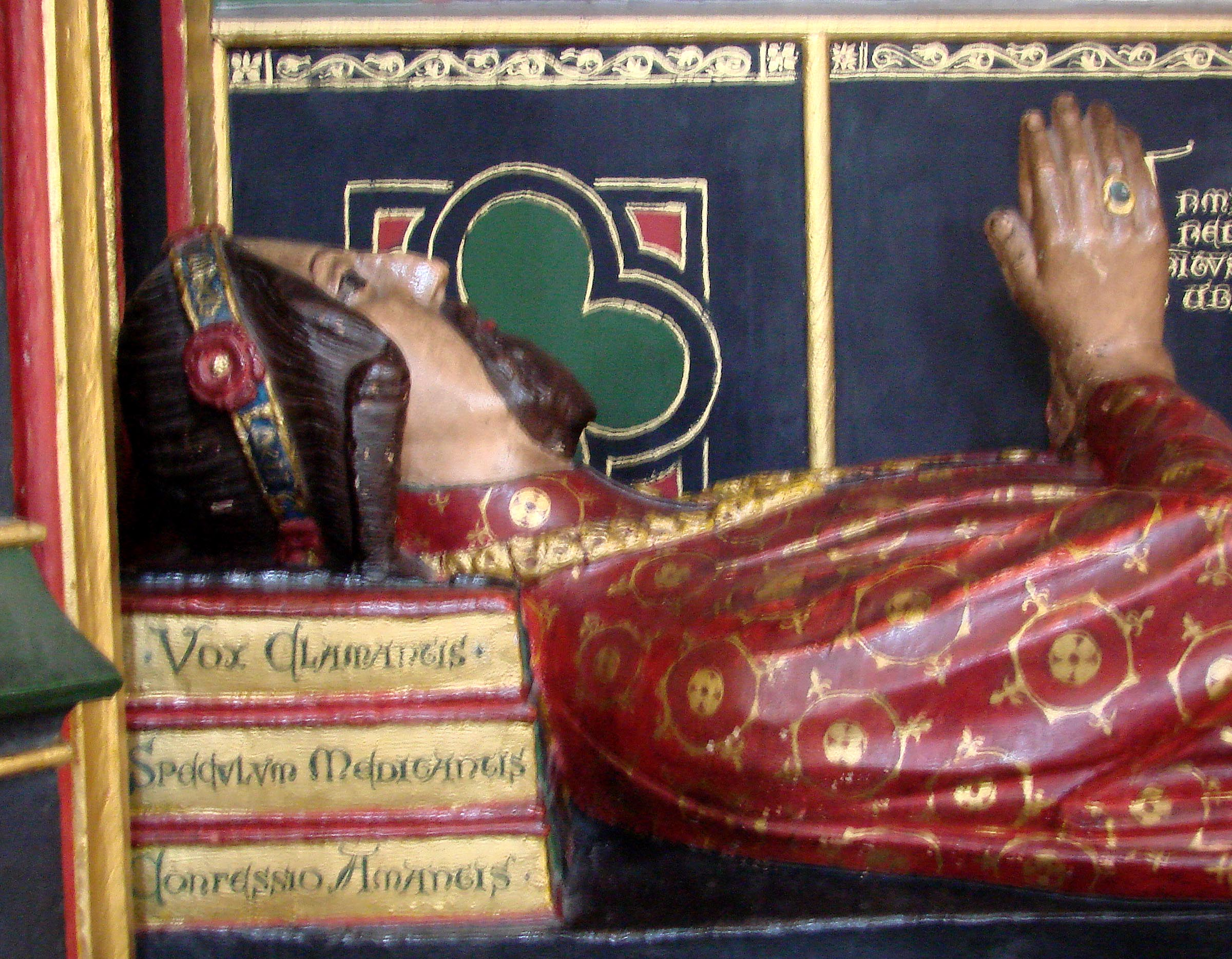
Túmulo de John Gower na Catedral de Southwark, Southwark, Londres, Inglaterra. Sua cabeça é apoiada por três livros: Vox Clamantis, Speculum Meditantis e Confessio Amantis, dos quais é o autor.

Mirour de l'Omme (lit.  "espelho da humanidade") é um poema anglo-normando escrito por John Gower (Kent, c. 1330 — Southwark, 1408). Sendo seu tema principal a salvação do homem, evidências internas (sem menção ao rei Ricardo II de Inglaterra) sugerem que a composição da obra foi concluída antes de 1380. Foi descoberto um único manuscrito por George Campbell Macaulay na Biblioteca da Universidade de Cambridge.

## Enredo
A união entre Diabo e o pecado gera sete filhos: orgulho, inveja, ira, preguiça, avareza, gula e luxúria. A Razão e a Consciência são incapazes de salvar a humanidade de seus filhos e netos. No segundo terço de Mirour, Deus envia as sete Virtudes que possuem netos que se opõem às forças do Diabo. Grande parte no final do terço é um "teste extensivo da corrupção dos três estados da sociedade — igreja, estado e o trabalho". O arrependimento requer a intercessão da Virgem.

## Mérito literário
Macaulay afirmou: "seria um absurdo reivindicar o poema como de grande mérito literário, mas não deixaria de ser um tanto notável e interessante". R. F. Yeager o comparou com as obras de Milton; "Mirour não é fácil de ler e tampouco de se apreciar". A magnitude e o ecletismo criativo de Gower tornam-se único.